# Фонвјеј
Фонвјеј (фр. Fontvieille) насеље је и општина у Француској у региону Прованса-Алпи-Азурна обала, у департману Ушће Роне која припада префектури Арл.
По подацима из 2011. године у општини је живело 3670 становника, а густина насељености је износила 91,34 становника/km². Општина се простире на површини од 40,18 km². Налази се на средњој надморској висини од 20 метара (максималној 245 m, а минималној 0 m).

## Демографија
| 1962. | 1968. | 1975. | 1982. | 1990. | 1999. | 2011. |
| ----- | ----- | ----- | ----- | ----- | ----- | ----- |
| 2.388 | 2.440 | 2.935 | 3.374 | 3.642 | 3.456 | 3.670 |

График промене броја становника у току последњих година